# Eilema angustiala
Eilema angustiala är en fjärilsart som beskrevs av Felix Bryk 1948. Eilema angustiala ingår i släktet Eilema och familjen björnspinnare. Inga underarter finns listade i Catalogue of Life.